# Carl Wilhelm Samuel Aurivillius
Carl Wilhelm Samuel Aurivillius (31 de agosto de 1854-Múnich, 16 de diciembre de 1899) fue un zoólogo y algólogo sueco.
Estudió en Upsala desde 1872, recibiendo el doctorado en 1883; y, se convirtió en profesor de zoología. Desde 1893 fue miembro de la Svenska Hydrografiska Kommissionen (Comisión Hidrográfica Sueca). En una edición sueca de Brehms Thierleben, él corrigió el último volumen: peces, crustáceos, así como invertebrados.
Trabajó principalmente sobre plancton y en taxonomía de crustáceos. Su hermano fue el entomólogo Per Olof Christopher Aurivillius (1853-1928) y tío del zoólogo Sven Magnus Aurivillius (1892-1928).
Igualmente realizó trabajos sobre algas.

## Algunas publicaciones
- Bidrag till kännedomen om krustaceer (1883) doi:10.5962/bhl.title.53616
- Osteologie und äußere Erscheinung des Wals Sowerbys (1886)
- Beobachtungen über Acariden auf den Blättern verschiedener Bäume (1887)
- Der wal Svedenborg's (Balna svedenborgii Lilljeborg) nach einem funde im diluvium Schwedens (1888) doi:10.5962/bhl.title.15922
- Über Symbiose als Grund accessorischer Bildungen bei marinen Gastropodengehäusen (l891) doi:10.5962/bhl.title.10773
- Über einige obersilurische Cirripeden aus Gotland (1892)
- Die Beziehungen der Sinnesorgane amphibischer Dekapoden zur Lebensweise und Athmung (1893)
- Studien über Cirripeden (1894)
- Das Plankton des baltischen Meeres (1896)
- Vergleichende thiergeographische Untersuchungen über die Planktonfauna des Skageraks in den Jahren 1893–97

## Honores

### Eponimia
Género
- Aurivillialepas (familia Calanticidae)

Especies de Cirripedia
- Oxynaspis aurivillii (Stebbing, 1900)
- Amigdoscalpellum aurivillii (Pilsbry, 1907).[3]

## Fuente
- Anthony Musgrave (1932). Bibliography of Australian Entomology, 1775-1930, with biographical notes on authors and collectors, Royal Zoological Society of New South Wales (Sídney) : viii + 380.

- La abreviatura «Auriv.» se emplea para indicar a Carl Wilhelm Samuel Aurivillius como autoridad en la descripción y clasificación científica de los vegetales.[4]

## Abreviatura (zoología)
La abreviatura Auriv.  se emplea para indicar a Carl Wilhelm Samuel Aurivillius como autoridad en la descripción y taxonomía en zoología.